# Kumamon
Kumamon (くまモン?) è la mascotte creata dal governo della prefettura di Kumamoto, Giappone.
Kumamon è un orso nero con le gote rosse.

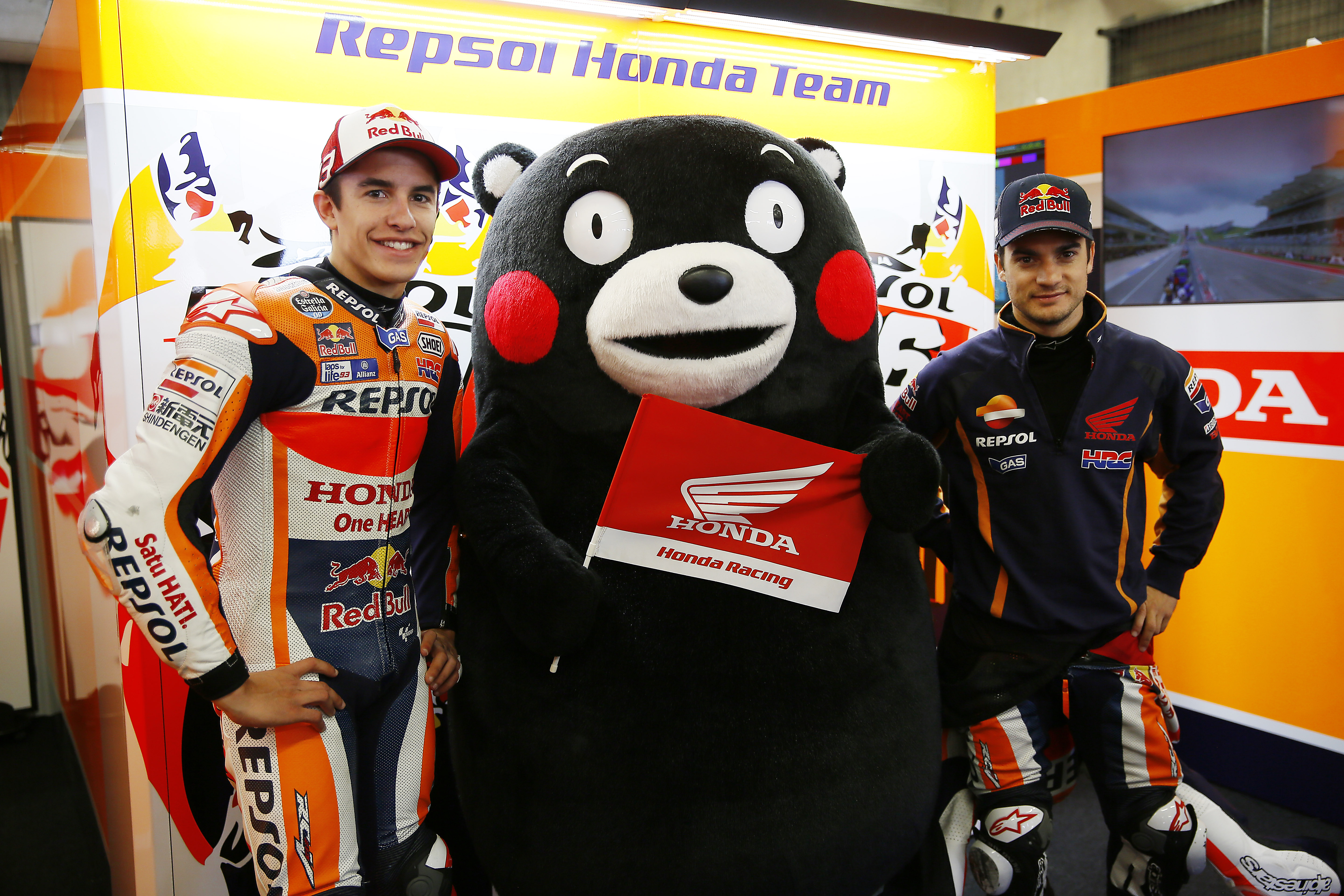
Kumamon con Marc Márquez e Dani Pedrosa nel 2015 a Le Mans.

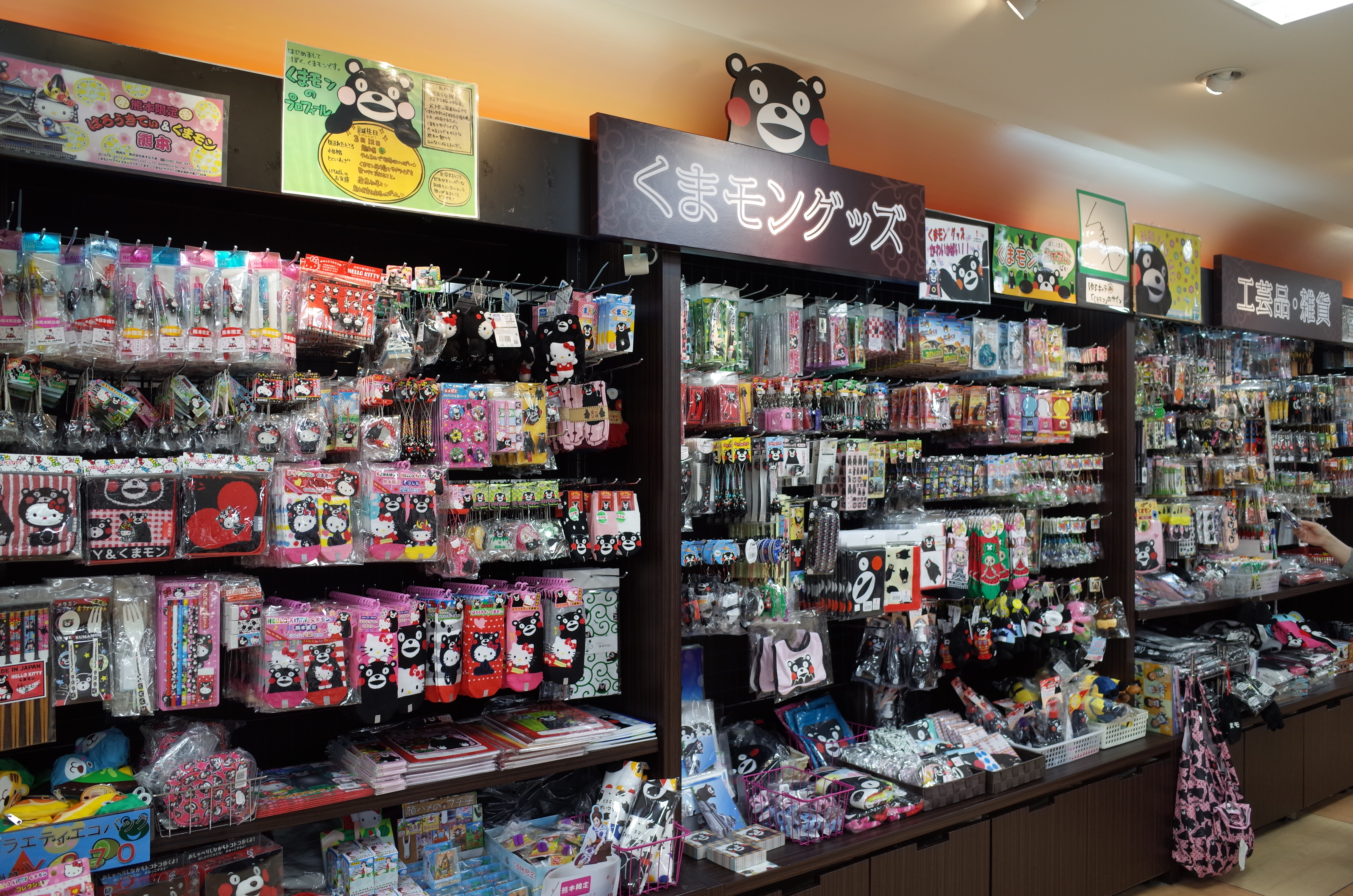
Kumamon è utilizzato per una grande varietà di prodotti.

## Storia
Kumamon è stato creato nel 2010 nell'ambito della campagna chiamata Kumamoto Surprise (くまもとサプライズ?, Kumamoto sapuraizu) con lo scopo di portare turisti nella regione dopo l'apertura della linea Kyūshū Shinkansen. Kumamon è in seguito diventato popolare in tutta la nazione e, alla fine del 2011, ha vinto un concorso fra tutte le mascotte giapponesi, collettivamente chiamate yuru-kyara (ゆるキャラ?), ricevendo più di 280.000 voti.
Il suo successo al concorso ha permesso a Kumamoto di raccogliere ¥11.8 miliardi (US$120 milioni, GB£79 milioni, €93 milioni) dai ricavi dal merchandising nella prima metà del 2012, dopo aver ricavato solamente ¥2.5 miliardi (US$26 milioni, GB£17 milioni, €20 milioni) durante tutto il 2011.
Kumamon partecipa a cerimonie ufficiali, eventi sportivi, feste e sagre, trasmissioni televisive regionali e nazionali.